# 谢斯河
谢斯河（法語：Chaise，法語發音：[ʃɛz] ⓘ）是法国奥弗涅-罗讷-阿尔卑斯大区萨瓦省与上萨瓦省的河流，是阿尔利河的右支流，长23.7千米。